# Avi Gabaj

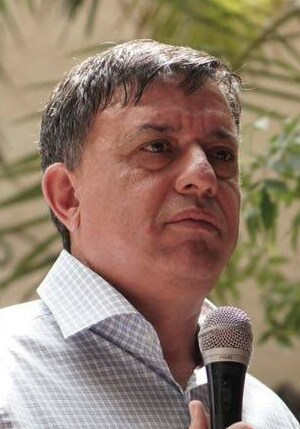
Gabaj na předvolebním mítinku Izraelské strany práce (duben 2017)

Avraham „Avi“ Gabaj (hebrejsky אַבְרָהָם „אָבִי” גַּבַּאי‎, * 22. února 1967 Jeruzalém, Izrael) je izraelský podnikatel a politik. V letech 2007 až 2013 byl výkonným ředitelem telekomunikační společnosti Bezek. V letech 2015 až 2016, kdy byl členem strany Kulanu, působil jako ministr ochrany životního prostředí. V roce 2017 byl zvolen předsedou Izraelské strany práce. Po volbách do Knesetu v dubnu 2019, do kterého byl zvolen, rezignoval na funkci předsedy strany. Ve volbách do Knesetu v září 2019 nekandidoval. Po odchodu z politiky začal opět podnikat. V současné době je výkonným ředitelem společnosti Cellcom.

## Mládí
Gabaj se narodil ve čtvrti Bak'a v Jeruzalémě jako sedmé z osmi dětí Moïse a Sary Gabajových, židovských přistěhovalců z Maroka, původem z Casablanky. Jeho otec pracoval v telekomunikační společnosti Bezek. Navštěvoval gymnázium Rechavja. Po absolvování gymnázia nastoupil v rámci národní vojenské služby do Izraelských obranných sil, v rámci kterých sloužil v zpravodajské službě a dosáhl hodnosti poručíka. Po odchodu z armády vystudoval titul Bachelor of Arts v oblasti ekonomie a titul Master of Business Administration na Hebrejské univerzitě v Jeruzalémě.

## Podnikatelská kariéra
V roce 1998 nastoupil do společnosti Bezek a začal pracovat jako asistent výkonného ředitele Amiho Harela. Brzy poté byl jmenován do funkce viceprezidenta pro lidské zdroje a krátce nato se stal viceprezidentem pro ekonomiku a regulaci. V roce 2003 byl jmenován výkonným ředitelem společnosti Bezeq International. V roce 2007, poté co byl výkonný ředitel společnosti Bezek Ja'akov Gelbard nucen odstoupit, nastoupil Gabaj na jeho místo. Tuto pozici zastával až do svého odchodu v roce 2013. Krátce před vstupem do politiky se pokusil koupit kontrolu nad izraelskou národní leteckou společností El Al, což se mu však nepodařilo. V lednu 2020 se stal výkonným ředitelem telekomunikační společnosti Cellcom.

## Politická kariéra

### Kulanu
Před volbami do Knesetu v roce 2015 patřil k zakladatelům nové strany Kulanu. Přestože nebyl zvolen do Knesetu, byl v Netanjahuově vládě jmenován ministrem ochrany životního prostředí. Dne 27. května 2016 rezignoval na funkci ministra ochrany životního prostředí na protest proti jmenování Avigdora Liebermana ministrem obrany.

### Izraelská strana práce
Dne 29. prosince 2016 oznámil, že vstoupí do Izraelské strany práce a 4. března 2017 oznámil, že bude kandidovat ve vnitrostranických volbách do vedení strany, které se konaly v červenci 2017. Oznámení bylo neobvyklé, protože v té době nebyl členem Knesetu. V prvním kole se na prvním místě umístil Amir Perec s 32,7 % a na druhém Gabaj s 27,08 %; ve druhém kole, které se konalo 10. července, zvítězil Gabaj s 52,4 % hlasů. Obvykle získává předseda největší opoziční strany v Knesetu titul vůdce opozice. Tento titul měl však Jicchak Herzog, odstupující předseda strany. Po Herzogově rezignaci v červenci 2018 se funkce ujala Cipi Livniová a po rozpuštění Sionistického tábora ji vystřídala bývala předsedkyně Izraelské strany práce Šeli Jachimovič.
Dne 1. ledna 2019 Gabaj oznámil rozpuštění Sionistického tábora a ukončení spolupráce se stranou ha-Tnu'a.
V lednu 2019 vyšla jeho autobiografie Hakol efšari (Všechno je možné).

## Politické postoje

### Izraelsko-palestinský konflikt
Ve svém politickému plánu, jenž byl zveřejněn během voleb předsedy Izraelské strany práce v roce 2017, se vyslovil pro dvoustátní řešení s tím, že Stát Palestina bude demilitarizován a izraelské osady a Jordánské údolí zůstanou pod izraelskou kontrolou. Arabské čtvrti ve východním Jeruzalémě by byly v oblasti B. Palestinští uprchlíci by dostali odškodnění. Izraelské obranné síly by byly rozmístěny podél řeky Jordán až do vyřešení konfliktu.
V říjnu 2017 v televizním rozhovoru prohlásil, že v rámci dohody není třeba evakuovat osady. Později upřesnil, že se hlásí k dvoustátnímu řešení a k rozlišení mezi bloky osad a izolovanými osadami, v nichž musí být výstavba zastavena, ale že v této fázi není třeba vyklízení všech osad.
Po prohlášení prezidenta Donalda Trumpa o uznání Jeruzaléma za hlavní město Izraele se Gabaj nechal v rozhovoru slyšet, že „nerozdělený Jeruzalém“ je důležitější než politická dohoda s Palestinci. Přibližně půl roku předtím však vysvětlil, že „nerozdělený Jeruzalém“ nezahrnuje arabské čtvrti na předměstí.
V lednu 2018 prohlásil, že pokud se s Palestinci nedohodnou, není nutno vyklízení osad.

### Ekonomie
Podle sociálně-ekonomického plánu, který zveřejnil během primárek v roce 2017, podporuje zvýšení výdajů na sociální dávky a zefektivnění veřejného sektoru. Podporuje snížení nerovnosti mezi centrální částí Izraele a periférii a mezi Židy a Araby ve vzdělávacím systému. Je proti zaměstnávání učitelů ve veřejných školách agenturami práce. Podporuje systém veřejného zdravotnictví a úplné oddělení od soukromého zdravotnictví, naopak je pro zvětšení veřejných výdajů na zdravotnictví na úroveň průměru Organizace pro hospodářskou spolupráci a rozvoj. Podle Gabaje může být veřejná doprava sociálním nástrojem, který snižuje nerovnost a přispívá k sociální mobilitě. Podporuje dodatečné investice do veřejné dopravy ve výši 100 miliard nových izraelských šekelů.
Podporuje rozšíření sociálních sítí chránících všechny zaměstnance. Podle jeho plánu je třeba vytvořit spravedlivý daňový systém, který by se vypořádal s nerovností a hlubokými rozdíly v izraelské společnosti; aby se snížily životní náklady v Izraeli, navrhl, aby se zvýšila konkurence na trhu, snížila byrokracie a vytvořila konkurence mezi košer agenturami. Navrhuje do pěti let postavit 300 000 bytových jednotek a změnit proces plánování tak, aby se zkrátila doba výstavby bytů.

### Náboženství a stát
Vyslovil se pro veřejnou dopravu o šabatu, pro povolení otevřít supermarkety a zábavní podniky o šabatu, pro reformní konverze, pro občanské sňatky a pro kompromis ohledně Zdi nářků. V otázce přijímání ultraortodoxních charedimů naopak prohlásil, že je to nereálné.

### Vzdělávání
Vyzval také k reformě vzdělávacího systému.

### Práva LGBT
Gabaj několikrát vyjádřil podporu právům LGBT a předložil legislativní balíček 24 zákonů o právech LGBT. 

### Holokaust
V únoru 2018 polský premiér Mateusz Morawiecki prohlásil, že „za holokaust byli odpovědní také Židé, nejen Němci“. Tento výrok Gabaj ostře kritizoval.

## Osobní život
Gabaj žije ve čtvrti Tel Baruch v Tel Avivu. Je ženatý s Ajelet, přistěhovalkyní z Austrálie. Ajelet pracuje jako koordinátorka výuky a učitelka angličtiny na střední škole v Tel Avivu. Mají tři syny. Jeho rodina je označována za „voliče Likudu“. Je sportovním nadšencem a zúčastnil se několika maratonů.

## Publikace
- Hakol efšari (Všechno je možné). [s.l.]: Jedi'ot achronot, 2019. ISBN 978-965-564-780-8. (hebrejština)